# Bankhaus Gebrüder Arnhold

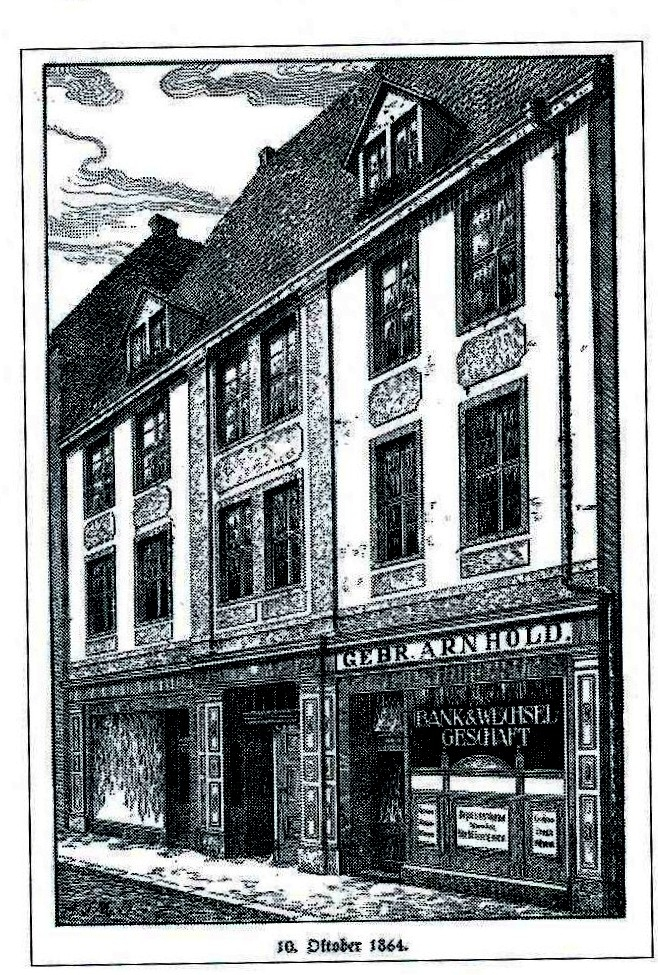
Hauptgeschäftsstelle in der Waisenhausstraße Dresden 1864

Das Bankhaus Gebrüder Arnhold war eine Privatbank mit Sitz in Dresden und Berlin.

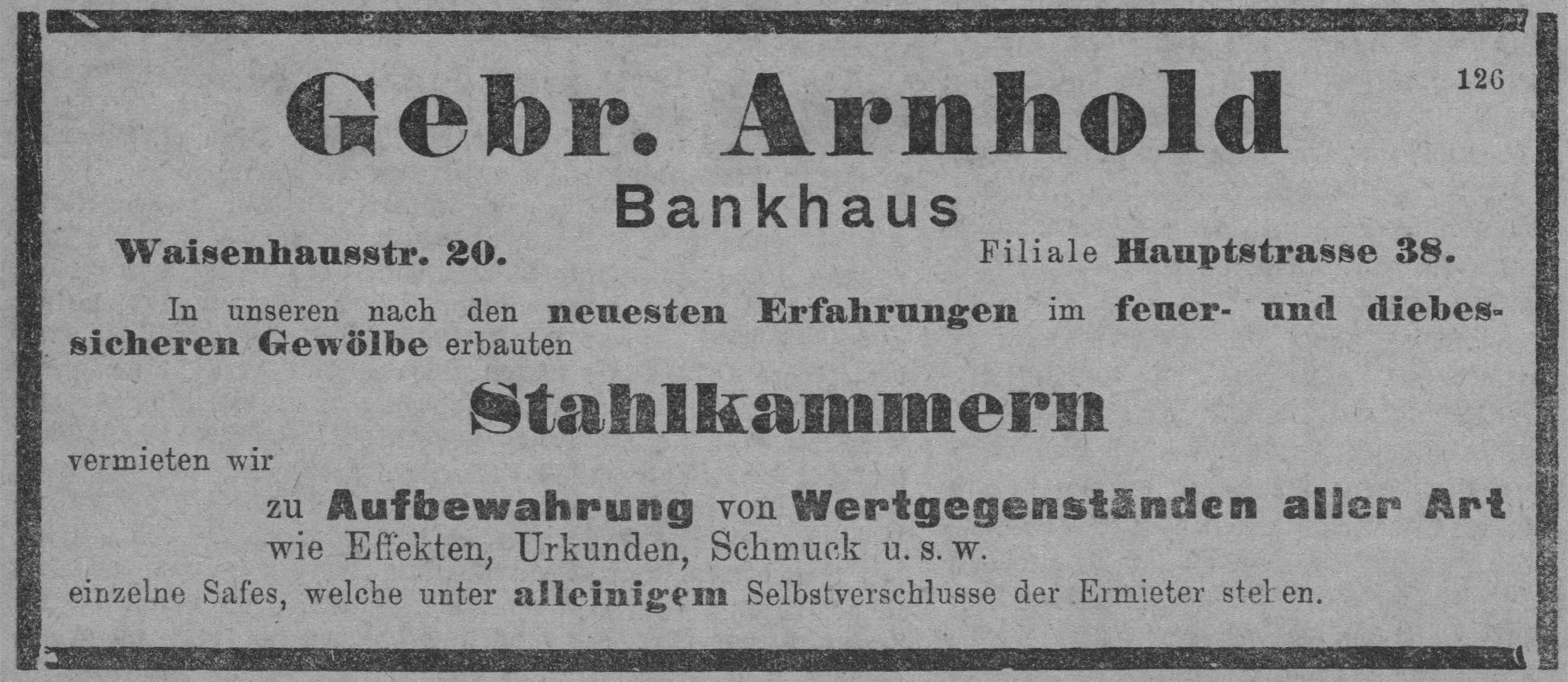
Werbung (1906)

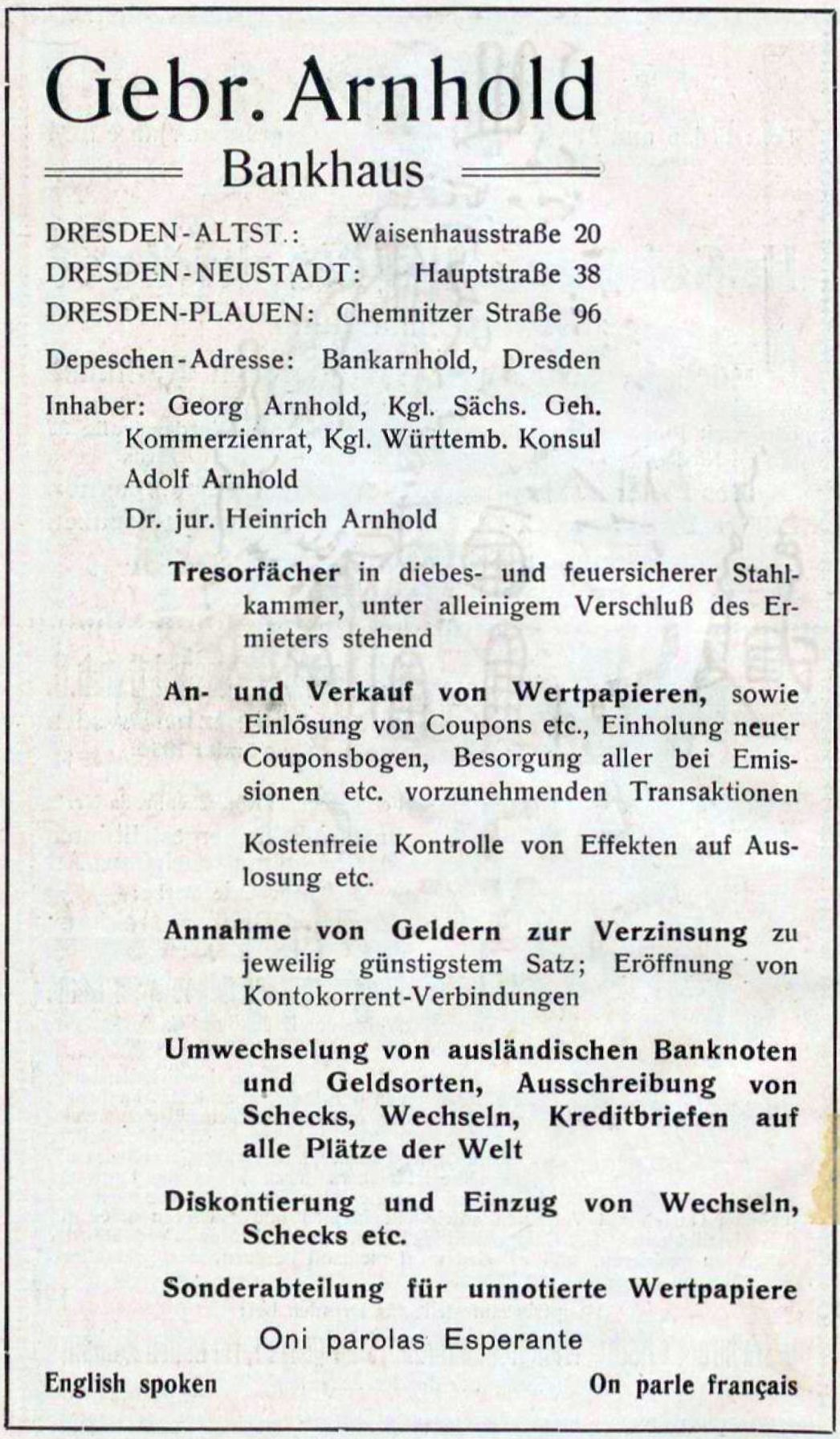
Werbung (1914)

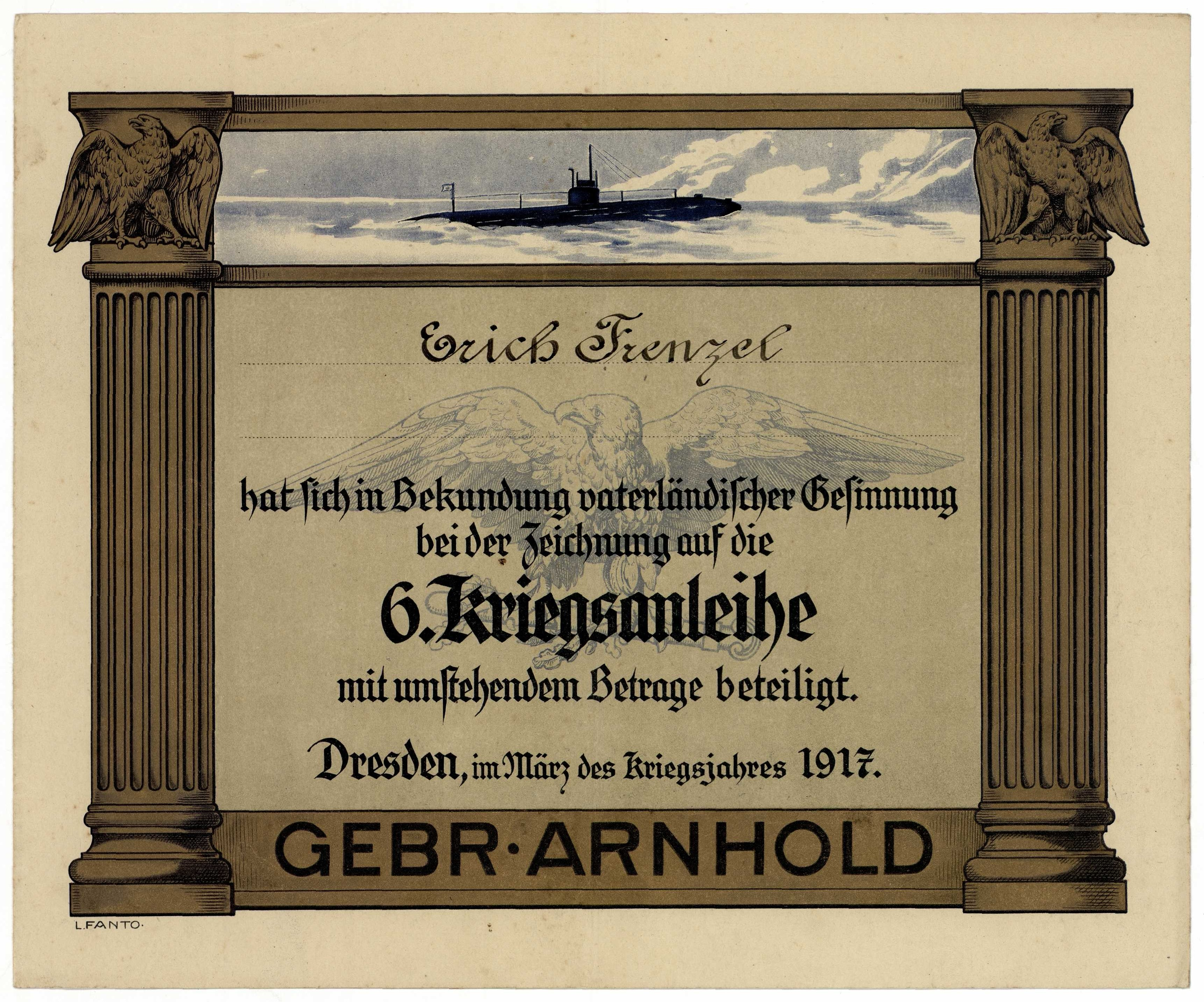
6. deutsche Kriegsanleihe von 1917, vertrieben durch das Bankhaus Gebrüder Arnhold

## Geschichte
Gegründet wurde sie im Oktober 1864 von den gebürtigen Dessauern Max Arnhold und Ludwig Philippson. 1876 trat Philippson aus dem Unternehmen aus, 1881 Arnholds Bruder Georg ein. Anfangs musste man sich mit bescheidenen Räumlichkeiten in der Galeriestraße, ab 1873 in der Seestraße und ab 1878 am Altmarkt begnügen. Auch blieb das Haus zunächst weit hinter den etablierten Dresdner Geldinstituten zurück und musste sich teilweise sogar bei diesen refinanzieren. 
Ein Schwerpunkt der Gebrüder Arnhold war die Finanzierung von Unternehmen der Brau-Industrie. Zu den wichtigsten Kunden zählten die Dresdner  Feldschlößchen-Brauerei, die Radeberger Export-Brauerei, die Vereinsbrauerei Rixdorf, die Brauerei Brunn bei Wien, die Reichelbräu Kulmbach sowie die Hofbierbrauerei Schöfferhof. 1898 wurde eine Bank für Brau-Industrie ausgegründet, die bis zuletzt als Filetstück des Konzerns galt. Weitere wichtige Kunden der Gebrüder Arnhold kamen aus der Porzellan- und Keramikbranche, wie etwa die C.M. Hutschenreuther AG oder die Triptis AG. 
In den 1890er Jahren stieg das Bankhaus Arnhold unter anderem durch Übernahme der renommierten Häuser Schie (1891) und Koppel & Co. (1897) zur führenden Bank Dresdens auf; 1907 wurde eine Dependance in Berlin eröffnet, dem damals führenden Finanzplatz des Reiches. Zunehmend stellte es seinen Kunden auch Eigenkapital zur Verfügung und wurde so vom reinen Finanzier häufig zum Mitunternehmer. Vor dem Ersten Weltkrieg waren die Gebrüder Arnhold in den Aufsichtsgremien von 46 Unternehmen vertreten und gewannen so einen erheblichen Einfluss auf die regionale Industrieentwicklung. 1901 wirkten sie bei der Umwandlung der konkursbedrohten Kummer-Werke in die später sehr renommierte Sachsenwerk AG mit.
In den 1920er Jahren beschäftigte das nunmehr von Georg Arnholds Söhnen, darunter Heinrich Arnhold, geleitete Bankhaus über 500 Mitarbeiter und zählte zu den fünf größten deutschen Privatbanken. 
Im Jahr 1931 ging die Bank eine Interessengemeinschaft mit dem Berliner Bankhaus S. Bleichröder ein. 1935 wurde der Stammsitz der Bank in Dresden von der Dresdner Bank arisiert. Zwei Jahre später gründeten die Inhaber in New York ein neues Bankhaus und  verlegten einen Teil der Geschäfte dorthin. 1938 übernahm die Dresdner Bank auch die verbliebene Filiale in Berlin, teils über ihre Tochterfirma Hardy & Co. Die Neugründung in New York firmierte später unter dem Namen Arnhold and S. Bleichroeder Advisers. 2009 wurde das Unternehmen in First Eagle Investment Management umbenannt.